# Fépin
 Fépin  es una población y comuna francesa, en la región de Gran Este, departamento de Ardenas, en el distrito de Charleville-Mézières y cantón de Fumay.

## Demografía
| 273 | 294 | 288 | 288 | 263 | 244 |
| Para los censos de 1962 a 1999 la población legal corresponde a la población sin duplicidades (Fuente: INSEE [Consultar]) |     |     |     |     |     |